# 国鉄ソ20形貨車
国鉄ソ20形貨車（こくてつソ20がたかしゃ）は、かつて日本国有鉄道（国鉄）に在籍した事故救援用操重車（事業用貨車）である。鉄道車両の脱線事故や転覆事故の復旧に使用された。回転式キャブとクレーンを装備している。

## 概要
1928年（昭和3年）にアメリカから1両（ソ20）が輸入されたもので、インダストリアル・ブラウンホイスト(Industrial Brownhoist)社製である。事故救援用操重車としては日本初のもので、本形式を基本として改良生産されたソ30形の原型である。全長10,598mm、自重は約86.1t、扱い荷重は65tである。軸重が過大であるため速度制限や通過狭量の制限があった。
駆動用の動力は蒸気機関で、機械室の屋根には大きな煙突が立っていた。クレーンのブームは曲線状に屈曲したブーメラン形で、組み立ては鋲接によっている。特徴的なのは足回りで、アーチバー形の2軸ボギー台車2組の間に、板台枠形式で軸距の短い、フランジレスの車輪を持つ2軸ボギー台車を押し込んだ奇妙な形態で、3台車6軸となっている。これは、線路規格の低い日本の事情に配慮し、輸入後に改造したものである。
配置は大阪鉄道局で、吹田操車場の常備であった。改良型のソ30形は、1970年（昭和45年）以降に蒸気機関をディーゼルエンジンに載せ替えたが、本形式は蒸気機関装備のまま使用された後、1966年（昭和41年）2月21日に廃車となった。